# Donuca
Donuca is een geslacht van vlinders van de familie spinneruilen (Erebidae), uit de onderfamilie Catocalinae.

## Soorten
- D. castalia Fabricius, 1775
- D. lanipes Butler, 1877
- D. memorabilis Walker, 1865
- D. orbigera Guenée, 1852
- D. rubropicta Butler, 1874
- D. spectabilis Walker, 1865
- D. xanthopyga Turner, 1909